# Holasteron quemuseum
Holasteron quemuseum là một loài nhện trong họ Zodariidae.
Loài này thuộc chi Holasteron. Holasteron quemuseum được Barbara C. Baehr miêu tả năm 2004.